# Университет-Визит
Университе́т-Визи́т (1992—1995 — «Юность», 1995—1996 — «Темп», 1996—2000 — «Визит», 2000—2005 — «Университет-Химмаш») — российская женская волейбольная команда из Пензы. Входит в структуру волейбольного клуба «Росток».

## Достижения
- 6-е место в чемпионате России среди команд высшей лиги «А» — 2010.

## История
В 1992 году в городе Кузнецке Пензенской области была создана женская волейбольная команда «Юность» (в 1995—1996 — «Темп», с 1996 — «Визит»). В 1992—1999 команда участвовала в турнирах второй и первой лиг чемпионатов России. В 1999 «Визит» переехал в Пензу и переименован в «Университет-Химмаш». С 2005 команда стала называться «Университет-Визит» по генеральным партнёрам — Пензенскому государственному университету и ОАО «Визит». В 2000—2004, 2007—2008 и в 2009—2010 пензенский клуб выступал в высшей лиге и высшей лиге «А», втором по значимости дивизионе женского российского волейбольного первенства. По итогам сезона 2009/10 «Университет-Визит» включён в состав объединённой высшей лиги «А» чемпионата России, в которой выступал до 2012 года.
В сентябре 2012 года команда по финансовым причинам отказалась от выступления в высшей лиге «А» и опустилась в высшую лигу «Б». Все игроки основной команды перешли в другие клубы. С сезона 2012/2013 «Университет-Визит» выступает в третьем по значимости дивизионе чемпионата России.

## Результаты в чемпионатах России
| Сезон     | Лига                   | Место |
| --------- | ---------------------- | ----- |
| 1992/93   | Вторая лига            | 10    |
| 1993/94   | Вторая лига            | 2     |
| 1994/95   | Первая лига            | 10    |
| 1995/96   | Первая лига            | 13    |
| 1996/97   | Первая лига            | 6     |
| 1997/98   | Первая лига (Европа)   | 4     |
| 1998/99   | Первая лига (Европа)   | 7     |
| 1999/2000 | Первая лига (Европа)   | 2     |
| 2000/01   | Высшая лига            | 8     |
| 2001/02   | Высшая лига А (Европа) | 9     |
| 2002/03   | Высшая лига А (Европа) | 9     |
| 2003/04   | Высшая лига А (Европа) | 11    |
| 2004/05   | Высшая лига Б (Европа) | 7     |
| 2005/06   | Высшая лига Б (Европа) | 7     |
| 2006/07   | Высшая лига Б (Европа) | 2     |
| 2007/08   | Высшая лига А (Европа) | 11    |
| 2008/09   | Высшая лига Б (Европа) | 1     |
| 2009/10   | Высшая лига А (Европа) | 6     |
| 2010/11   | Высшая лига А          | 10    |
| 2011/12   | Высшая лига А          | 9     |
| 2012/13   | Высшая лига Б          | 18    |
| 2013/14   | Высшая лига Б          | 15    |
| 2014/15   | Высшая лига Б (Центр)  | 10    |
| 2015/16   | Высшая лига Б          | 8     |
| 2016/17   | Высшая лига Б          | 5     |
| 2017/18   | Высшая лига Б          | 9     |
| 2018/19   | Высшая лига Б          | 13    |
| 2019/20   | Высшая лига Б (Центр)  | 9     |
| 2020/21   | Высшая лига Б          | 7     |
| 2021/22   | Высшая лига Б          | 8     |
| 2022/23   | Высшая лига Б          | 7     |
| 2023/24   | Высшая лига Б          | 4     |

## Арена
Домашние матчи «Университет-Визит» проводит в спортивном комплексе «Зенит». Вместимость 500 зрителей. Адрес в Пензе: улица Германа Титова, 3-а.

## Сезон 2024—2025

### Состав
| №  | Имя, фамилия                  | Год рождения | Рост | Амплуа      |
| -- | ----------------------------- | ------------ | ---- | ----------- |
| 1  | Юлия Завитаева                | 2003         | 175  | нападающая  |
| 2  | Алина Абдулова                | 1998         | 184  | центральная |
| 3  | Оксана Лизунова               | 2000         | 171  | центральная |
| 4  | Ольга Ганина                  | 1994         | 180  | связующая   |
| 5  | Анна Вшивкова                 | 2000         | 177  | нападающая  |
| 7  | Алёна Сараева                 | 2002         | 175  | нападающая  |
| 8  | Александра Вершинина          | 2004         | 173  | нападающая  |
| 9  | Карина Ляшенко                | 2006         | 191  | нападающая  |
| 10 | Алина Семёнова                | 1998         | 192  | центральная |
| 11 | Ксения Кукушкина              | 2005         | 177  | связующая   |
| 12 | Ирина Афоненкова              | 2000         | 177  | центральная |
| 13 | Дарья Сачек (Черняева)        | 2003         | 165  | либеро      |
| 14 | Дилия Хисамутдинова           | 2001         | 172  | связующая   |
| 16 | Анастасия Никитина (Мелихова) | 1998         | 178  | нападающая  |

- Главный тренер — Александр Ганин.
- Старший тренер — Ольга Ганина.
- Тренер — Вячеслав Скуднов.

- Директор ВК «Росток» — Александр Съедугин.